# Albury City
Koordinaten: 36° 3′ S, 146° 57′ O

Albury City ist ein lokales Verwaltungsgebiet (LGA) im australischen Bundesstaat New South Wales. Das Gebiet ist 305,6 km² groß und hat etwa 56.000 Einwohner.
Albury City liegt im Süden des Staats am Murray River an der Grenze zum Bundesstaat Victoria und westlich des Lake Hume etwa 550 km von Sydney und 300 km von Melbourne entfernt an der direkten Verbindung der beiden Metropolen, dem Hume Highway. Das Gebiet umfasst 16 Ortsteile und Ortschaften (Suburbs): Albury, East Albury, Ettamogah, Glenroy, Hamilton Valley, Lake Hume Village, Lavington, North Albury, South Albury, Splitters Creek, Springdale Heights, Thurgoona, West Albury, Wirlinga sowie etwa die Hälfte von Table Top und ein kleiner Teil von Jindera. Der Sitz des City Councils befindet sich im Stadtteil Albury im Süden der LGA.
Größte Suburbs von Albury sind Lavington, wo es ein größeres Einkaufszentrum gibt, und Thurgoona, wo sich einer der Campusse der Charles Sturt University in der Region befindet.
Die LGA Albury überschneidet sich mit dem Stadtgebiet von Albury-Wodonga, das sich über die Grenze im Süden bis in den Bundesstaat Victoria erstreckt.

## Verwaltung
Der Albury City Council hat neun Mitglieder, die von den Bewohnern der LGA gewählt werden. Albury ist nicht in Bezirke untergliedert. Aus dem Kreis der Councillor rekrutiert sich auch der Mayor (Bürgermeister) des Councils.